# Senador Cortes
Senador Cortes é um município brasileiro do estado de Minas Gerais. Sua população recenseada em 2022 era de 2 240 habitantes. 

## História
A origem do município de Senador Côrtes remonta o período do café na Zona da Mata Mineira. Havia uma estalagem onde os tropeiros pernoitavam, com o passar do tempo, algumas famílias vieram a se estabelecer no local, surgindo então uma vila, cujo nome era São Sebastião do Monte Verde. O nome Senador Cortes é uma homenagem ao ilustre filho, o Senador Agostinho Cesário de Figueiredo Côrtes, que fora médico na região e fundador da Santa Casa de Misericórdia de Mar de Espanha. A emancipação foi idealizada e negociada por um filho da terra: Antônio de Souza Rabelo e ocorreu em 1 de março de 1963 após muito trabalho e longas negociações. A economia do município gira em torno da agropecuária, principalmente a pecuária leiteira, além da indústria de confecções.
Um marco na história do município é conclusão da via asfaltica que proporcionará mais facilidades no escoamento da safra agrícola, além de permitir o desenvolvimento econômico local. Senador Cortes é marcado por sua população simples e hospitaleira sendo o turismo rural um atrativo a parte. O município possui uma bela cachoeira além de estradas secundárias propícias à prática de trilhas com motos e carros de tração nas quatro rodas. Algumas festas tradicionais atraem pessoas de toda a região como a exposição agropecuária, realizada entre a segunda e terceira semana de junho, a festa da primavera, que ocorre na última semana de setembro, além das festas religiosas.
Seu nome é uma homenagem a Agostinho Cesário de Figueiredo Côrtes, nascido no município, que foi médico na região e fundador da Santa Casa de Misericórdia de Mar de Espanha  e senador estadual entre 1899 e 1905. 
Senador Côrtes é a terra natal do músico Francisco Itaboray (1923-2006).

## Relação de Prefeitos Municipais
- Pascoal Tassi - 1963-1966;
- Sebastião Ferreira Senra - 1967-1970;
- Manoel Lauro Soares - 1970;
- Wilson de Souza Rabelo -1971-1974 - PMDB;
- Alfredo Trece Martins - 1975-1978 - PMDB;
- Wilson de Souza Rabelo - 1979-1982 - PMDB;
- João Ferreira Rocha - 1983-1988 - PFL;
- Wilson de Souza Rabelo - 1989-1992 - PMDB;
- João Ferreira Rocha - 1993-1996 - PFL;
- Hermínio José Gutterres Rodrigues - 1997-2000 - PSDB;
- Antenor Cezário - 2001-2004 - PMDB;
- João Ferreira Rocha - 2005-2008 - PFL;
- Hermínio José Gutterres Rodrigues - 2009-2016 -PP.

## Geografia
Senador Cortes está localizado na Zona da Mata Mineira, e é cercado por mares de morros.
O município pertence ao Circuito Recanto dos Barões.